# Bivibranchia fowleri
Bivibranchia fowleri és una espècie de peix de la família dels hemiodòntids i de l'ordre dels caraciformes.

## Morfologia
- Els mascles poden assolir 14,4 cm de longitud total.[4][5]

## Reproducció
És ovípar.

## Hàbitat
És un peix d'aigua dolça i de clima tropical (22 °C-28 °C).

## Distribució geogràfica
Es troba a Sud-amèrica: conques dels rius  Negro, Tocantins, Xingu, Tapajós, Madeira, Essequibo i Orinoco.